# Teatri di Treviso

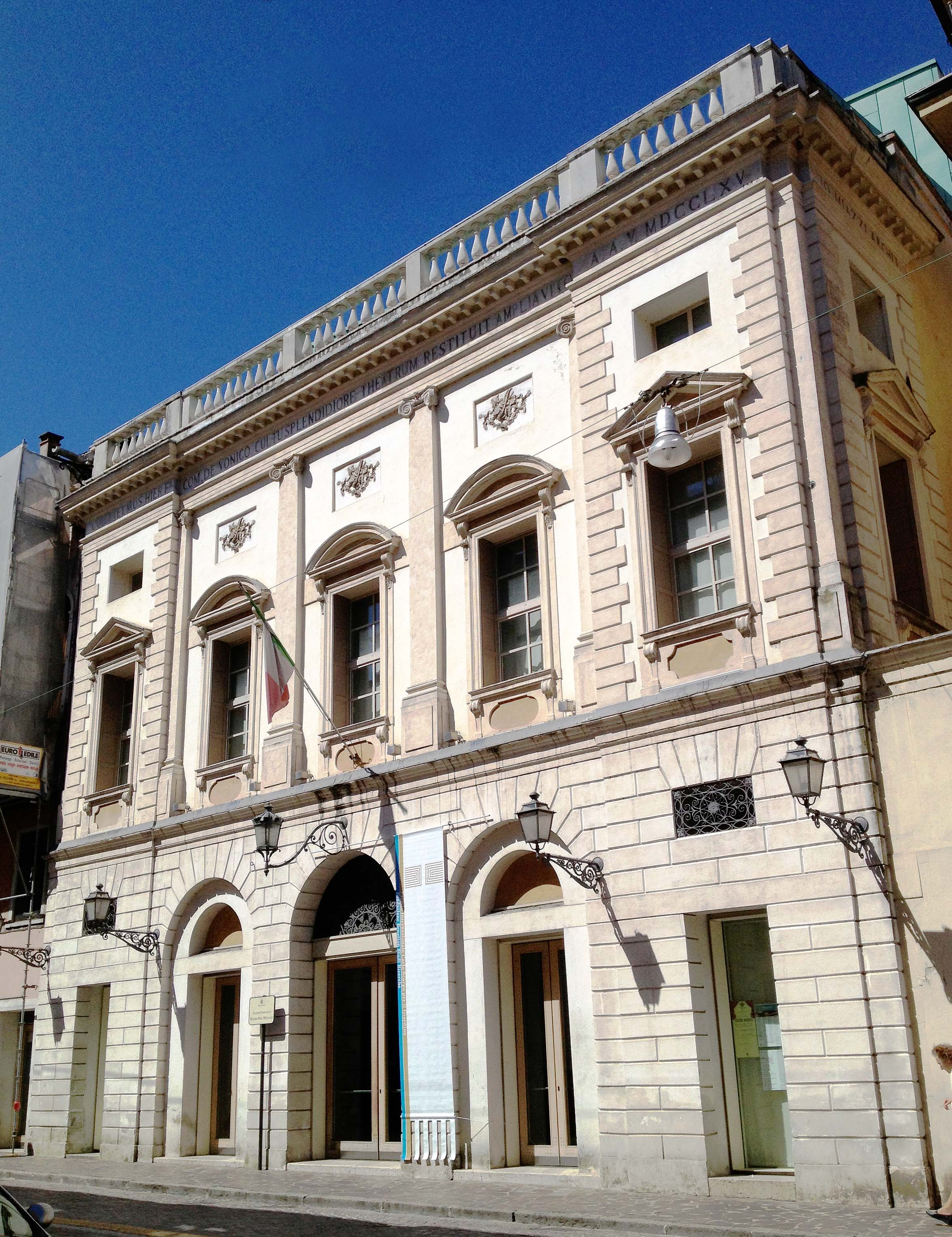
Facciata del teatro Comunale, già Onigo, intitolato oggi al tenore Mario Del Monaco.

A Treviso operarono numerosi teatri.
Sono a tutt'oggi in attività:
- Teatro comunale Mario Del Monaco
- Teatro Eden
- Teatro delle Voci (ex La Perla)
- Teatro Sant'Anna (gestito dal Gruppo Alcuni)

## Storia

### XVII secolo
Il primo teatro stabile cittadino, il teatro di Santa Margherita, di dimensioni assai ridotte, fu inaugurato tra il 1678 e il 1682. L'iniziativa rispondeva alle necessità della società trevigiana, ma anche dei nobili veneziani che nella stagione autunnale si trasferivano nelle numerose ville circostanti.
Un nuovo teatro, un tipico teatro all'italiana con più ordini di palchi, fu aperto nel 1692 per iniziativa del conte Fiorino Onigo di fianco al palazzo avito, in contrada San Martino. 
I lavori si protrassero dal 1690 al 1692, anno in cui, in ottobre, il teatro Onigo iniziava l'attività con la Rosiclea di Giovanni Frezza. 
Propose per diversi anni un buon repertorio, apprezzato dai nobili veneziani che villeggiavano in città e nelle campagne circostanti.

### XVIII secolo
Al teatro Onigo le stagioni si susseguirono con una certa discontinuità fino al 1714, anno in cui l'attività fu definitivamente interrotta, pare per ragioni economiche. Inutilizzato, il complesso venne abbandonato all'incuria (nessun intervento è documentato nei cinque decenni successivi).
L'11 ottobre 1721 viene inaugurato dal veneziano Vettore Dolfin un nuovo teatro, il teatro Dolfin, deputato all'opera lirica.
Nuovo impulso all'attività operistica trevigiana fu dato da Camillo Donà: nel 1762 il nobile trevigiano inoltrò una richiesta al Consiglio dei Dieci per costruire un nuovo teatro. 
La normativa allora vigente imponeva però una rigida proporzione tra il numero di abitanti della città e quello dei teatri e la presenza dell'antico teatro Onigo, seppur non in attività, ostava alla costruzione di un nuovo edificio. Posto di fronte all'alternativa di riprendere l'attività del teatro avito o di chiuderlo definitivamente, Guglielmo Onigo, nipote di Fiorino, optò per la seconda.
La notizia che il teatro Onigo, dopo i necessari lavori di recupero, sarebbe ritornato in attività suscitò gravi preoccupazioni a Giustina Bragadin Dolfin, la quale aveva ricevuto l'omonimo teatro per via ereditaria, ma l'opposizione di costei fu vana: una perizia del 16 maggio attestava che l'Onigo, seppur in rovina, esisteva ancora, "coi suoi Muri, Coperto, Scena e Palchi".
L'8 marzo dell'anno successivo giunse una Ducale favorevole alla riedificazione dell'Onigo.
L'edificio venne praticamente riedificato su disegno di Antonio Galli da Bibbiena, già progettista del Teatro comunale di Bologna; la facciata e l'atrio furono invece ideati da Giovanni Miazzi. 
Nel 1766 fu dunque nuovamente inaugurato con la prima del Demofoonte di Pietro Guglielmi su libretto del Metastasio.

### XIX secolo
Fin dalla prima metà dell'Ottocento è attivo a Treviso anche il piccolo teatro Ruberti, dotato di due logge e di due ordini di quattro palchetti ognuno, situato in contrada San Gaetano (l'attuale via Carlo Alberto). 
Ospitava spettacoli di "piccola varietà" e saltuariamente commedie e altri spettacoli comici.
All'inizio degli anni '40, il teatro Dolfin è al centro di importanti lavori, curati da Francesco Riccati, figlio di Giordano. 
La nuova sala, dotata di ben ottantuno palchi divisi in quattro ordini, fu però criticato dai contemporanei per la "troppo grande semplicità" e paragonato perfino ad un granaio.
Il teatro in contrada San Martino appartenne ancora agli Onigo sino al 1846, anno in cui fu ceduto alla Società dei Palchettisti e rinominato teatro Sociale. 
Guglielmo Onigo, nipote dell'artefice della rinascita del teatro nel secolo precedente, mantenne la carica di presidente perpetuo dell'organo di gestione dell'ente e la piena proprietà di tre palchi, tra cui quello centrale di secondo ordine.
Nel 1850 fu eretto un nuovo teatro con sala all'italiana capace di oltre millecinquecento posti, su tre ordini, uno di palchi e due gallerie. Deputato all'attività diurna, fu perciò chiamato teatro Emeronitio.
L'antico teatro Dolfin fu demolito nel 1863. Di questo antico luogo di spettacolo, da cui prese il nome l'intera contrada, sopravvive ancora la facciata (in via Palestro, ai numeri 30-36), oltre che la memoria nella toponomastica cittadina.
Nel 1867, dopo la visita di Giuseppe Garibaldi a Treviso, l'Emeronitio venne intitolato al generale nizzardo, nominato Presidente Onorario della locale Società operaia proprio in quella sala.
Il teatro ebbe una lunga e nutrita attività fino alla prima guerra mondiale.
Il 2 ottobre 1868, un imponente incendio distrusse la sala, il ridotto e la torre scenica del teatro Sociale. 
Il nuovo teatro, progettato dall'architetto Andrea Scala e costruito nello stesso luogo sfruttando l'antico prospetto disegnato dal Miazzi, fortunatamente salvatosi dalle fiamme, fu inaugurato già nell'anno successivo.
Il primo cinematografo venne installato a Treviso il 20 ottobre 1896 al ponte San Martino, nei locali dell'ex birreria Cadel, per l'occasione rinominati cinematografo Edison (i film proiettati erano infatti parte del catalogo Edison).

### XX secolo
Un nuovo e moderno teatro, il teatro Eden, fu inaugurato il 5 gennaio 1911. Pensato da Graziano Appiani, proprietario della Fabbrica laterizi e fornaci Sistema Privilegiato della Ditta Appiani e C. quale luogo di svago per i propri dipendenti e per tutti i concittadini, divenne subito un "centro polivalente": qui si poteva non solo assistere a spettacoli teatrali e cinematografici, a concerti e balletti, ma anche danzare, pattinare, organizzare feste e manifestazioni varie.
In concomitanza con il diffondersi dell'arte cinematografica anche altri teatri vengono convertiti in sale di proiezione. Il teatro Garibaldi, per esempio, pur continuando l'attività operistica (nella stagione 1905-6 si dava, per esempio, L'amico Fritz di Pietro Mascagni) diventa sede fissa di spettacoli cinematografici già poco dopo l'apertura del cinematografo Edison. 
La stessa sorte toccherà al teatro Ruberti, demolito per far posto al cinema Astra (aperto negli anni '50).
Dopo il 1923 la gestione dell'Eden passò alla Società "Punto Interrogativo" presieduta da Pietro Zanetti, che ebbe il merito di fare del Teatro un luogo destinato ad ospitare le varie società filodrammatiche e folcloristiche di Treviso. 
In seguito ad un nuovo periodo di abbandono, il 20 ottobre 1930, Dante Appiani, figlio ed erede di Graziano, cedette il teatro alla Società Anonima "Calzaturificio Eden" che qui trasferì la propria attività.
Dal 1931 unico proprietario dell'antico teatro Onigo è il comune di Treviso. Anche questa sala, rinominata "teatro Comunale", viene in quegli anni usata anche come cinema.
Il bombardamento di Treviso sancì il definitivo tramonto del teatro Garibaldi: usato solo come cinema già a partire dal primo dopoguerra (proprio al Garibaldi, nel 1933, viene proiettato per la prima volta in città un film a colori, La maschera di cera), il teatro fu scoperchiato dal bombardamento alleato. Sulle macerie dell'antico teatro sorse il nuovo cinema Edison.
Fino agli anni novanta teatro Comunale è stato sede, per molti anni, di un rinomato "Autunno musicale".
Alla fine dagli anni novanta Fondazione Cassamarca ha promosso un intervento di recupero del teatro Eden, adibito a magazzino per la nettezza urbana sin dalla fine degli anni '60.
L'intento è stato quello di fornire alla città una sede teatrale in attesa di poter riaprire, dopo un radicale e necessario intervento di restauro, il teatro Comunale.

### XXI secolo
Il 15 novembre 2003, dopo un radicale restauro condotto sempre da Fondazione Cassamarca, anche il Comunale è stato nuovamente inaugurato, con un concerto della Royal Philharmonic Orchestra.